# Marcus Bai

a Compétitions nationales et continentales officielles uniquement.

b Matchs officiels uniquement.
Marcus Bai (né le 10 novembre 1972) est un joueur papou de rugby à XIII. 

## Biographie
Durant son adolescence, il a commencé par jouer au football australien. Ensuite, il joue au rugby à XIII pour les Port Moresby Vipers. Il est sélectionné en 1995 dans l'équipe nationale de Papouasie-Nouvelle-Guinée, pour jouer la coupe du monde.
En 1997, il part jouer en Angleterre pour Hull FC. Ensuite, il retourne sur le continent océanien, il joue pour les Gold cost Chargers en 1997 et pour les Melbourne Storm de 1998 à 2003. En 2004, il revient en Angleterre, en évoluant aux Leeds Rhinos et il termine sa carrière en 2006 à Bradford. Il est le seul joueur à avoir gagné le World Club Challenge avec 3 équipes différentes. Il a remporté la NRL avec la Melbourne Storm en 1999 et la Super League avec Leeds en 2004. En 2004, il fit partie de l'équipe de l'année de Super League.